# 翻翻动漫
翻翻动漫是一家动漫服务网站，

## 历史
2009年成立，前身为服务于集英社给电子漫画上色的团队，同年首次在中国大陆引进漫画《ONE PIECE》。在2015年1月成立“良筑良作”漫画创意部落，总裁沈浩，属于杭州动漫企业，与日本数字漫画协会合作。旗下的杂志为《漫画行》。

## 品牌
- 杭州迷萌文化创意有限公司，海外产品中国大陆代理经销，中国大陆原创IP经销
- 米番绘馆，漫画培训
- 中国新星杯故事型原创漫画大赛，漫画比赛

## 作品
《倩女幽魂》